# ロジーシチェ
ロジーシチェ（ウクライナ語: Рожище）はウクライナのヴォルィーニ州ロジーシチェ地区にある都市。スティール川の河岸に位置する。都市の高さは海抜182 mである。面積は10 km²。人口は12,483人 (2022年1月1日)。
ロジーシチェは1377年に創建された。1989年に市制施行された。
市内ではロジーシチェ駅がある。首都キエフまでの直線距離は374 km、鉄道で500 km、車道で443 kmとなっている。州庁所在地までの直線距離は17 km、鉄道で31 km、車道で22 kmとなっている。